# Loncoche (kommun)
Loncoche är en kommun i Chile.   Den ligger i provinsen Provincia de Cautín och regionen Región de la Araucanía, i den södra delen av landet, 700 km söder om huvudstaden Santiago de Chile.
I omgivningarna runt Loncoche växer i huvudsak städsegrön lövskog. Runt Loncoche är det glesbefolkat, med 12 invånare per kvadratkilometer.